# Георгій Дерманчев
Георгій Дерманчев (болг. Георги Василев Дерманчев; нар. 11 січня 1857, Ташбунар, Бессарабія — пом. 12 січня 1927, Софія) — болгарський офіцер (полковник), учасник сербсько-болгарської війни (1885), Першої Балканської війни (1912—1913) і Другої Балканської війни (1913).

## Біографія
Народився 11 січня 1857 в Бессарабії в сім'ї поселенців. Навчався в Болградській гімназії і після оголошення російсько-турецької війни (1877—1878) добровільно брав участь в боях при Шипці. Після звільнення вступив до першого курсу військового училища в Софії і в 1879 він закінчив і отримав звання лейтенанта. У 1883 закінчив Військову академію в Росії.
Під час Сербсько-болгарської війни (1885) був начальником штабу Північного загону.
В період Балканської війни (1912—1913) був начальником штабу 8-ї стрілецької дивізії. Брав участь у Чаталджинській битві.
Під час Першої світової війни (1915–1918) підписав протест короля Фердинанда з приводу участі Болгарії у війні на боці Центральних держав.
Помер 12 січня 1927 в Софії.

## Нагороди
- Орден «Святого Олександра» V ступеня.